# Getekende gamma-uil
De getekende gamma-uil (Macdunnoughia confusa) is een nachtvlinder uit de familie Noctuidae, de uilen. De voorvleugellengte bedraagt tussen de 12 en 17 millimeter. De soort komt voor in Europa en in Siberië. De soort overwintert als rups.

## Waardplanten
De getekende gamma-uil heeft diverse allerlei kruidachtige planten als waardplant, waaronder dovenetel, brandnetel, absintalsem en kamille.

## Voorkomen in Nederland en België
De getekende gamma-uil is in Nederland en België een vrij gewone soort, die verspreid over het hele gebied kan worden gezien. De vlinder heeft hier drie generaties en wordt gezien van april tot begin oktober.